# 儒塞利諾·庫比契克
儒塞利諾·庫比契克·德奥利韦拉（葡萄牙語：Juscelino Kubitschek de Oliveira (JK)；1902年9月12日—1976年8月22日），捷克裔巴西政治家，於1956年至1961年期間擔任巴西總統。他出身於米纳斯吉拉斯，在任內期間令巴西走向經濟繁榮、政治穩定。他因推動建設新首都巴西利亚而廣為人知。1976年於里約熱內盧死於車禍。

## 生平
1902年，出生于巴西米纳斯继拉斯州迪阿曼蒂纳市的中学教师家庭。
1927年，在柏林和巴黎学医。
1934年，为联邦众议员。
1940年，任过贝洛奥里桑特市市长。
1956年，任总统。
1961年，卸任。
1962年，当选参议员。
1964年，因反对政变，流亡国外。
1967年，回国。
1976年，在里约热内卢死于车祸。

## 死因调查
2013年，巴西圣保罗市议会真相委员会认定，1976年在车祸中丧生的前总统儒塞利诺·库比契克系被当时执政的军政府谋杀。事件定性证据即为驾车司机颅骨处的金属碎块。

## 作品
- 《民主运动》
- 《我为什么要修建巴西利亚》
- 《黎明时前进》